# Frédéric de Büren
Frédéric/Friedrich von/ de Büren (latinisé dans les textes en Fridericus de Buren), né vers 1020 et décédé peu avant 1053, fut longtemps considéré comme comte dans le Riesgau, où Weller a démontré que les deux comtes Friedrich documentés au Riesgau en 1030 et 1053 par leurs prénoms identiques ne pouvaient pas être considérés automatiquement et avec ce seul argument ses prédécesseurs agnatiques. Selon Bühler, son père Frédéric/Friedrich et son grand-père Friedrich sont documentés dans le Remstal (vallée du Rems). On n'a jusqu'ici trouvé aucune charte qui permette de localiser les anciennes origines de cette famille. Frédéric/Friedrich est considéré comme l'ancêtre des Hohenstaufen qui, aux XIIe et XIIIe siècles, ont fourni plusieurs rois et empereurs du Saint-Empire. Leur nom, qu'on leur donnait beaucoup plus tard, est lié au château de Hohenstaufen, fondé par son fils le duc Frédéric Ier de Souabe.

## Biographie
On ne connaît — malgré la publication de Decker-Hauff — que les prénoms du père et du grand-père de Frédéric/Friedrich de Büren. Par le tableau de consanguinité que l'empereur Frédéric Ier Barberousse a fait faire pour légitimer le divorce d'avec sa première épouse Adela de Vohburg nous connaissons les prénoms de ses père et grand-père. Selon Bühler, ils vivaient au Remstal. Selon Otto von Freising la famille avait le rang comtal.
Weller avec sa note explicative 11 nous avertit que la publication de Hansmartin Decker-Hauff nommé en bas est encore une preuve du caractère fausseur et phantasque de cet auteur allemand, un fait qui ne fut découvert que longtemps après sa mort en 1992. Malheureusement un grand public avait accepté son article "phantasque" de 1977, publié en vol. III des catalogues de l'exposition "Die Zeit der Staufer" du Württembergisches Landesmuseum.
Dans une généalogie de Wibald von Stablo, il est désigné comme Fridericus de Buren. Sans preuve, ce nom Büren est souvent assimilé à l'actuel Wäschenbeuren, ville située à proximité du château de Hohenstaufen. Le Wäscherschloss, château de cette ville, n'a cependant pas été édifié qu'au XIIIe siècle. Toutefois, sur la motte de Burren, qui se trouve à 600 mètres à l'ouest du château actuel, des fouilles entreprises ont mis au jour en 1957 les fondations d'une tour de fortification remontant au XIe siècle,, trop tard pour servir à l'origine de cette famille.
Frédéric a été inhumé dans l'ancienne église romane du monastère Lorch, fondée par son père pour les Chanoines réguliers de Saint Augustin. Sa dépouille fut peut-être qu'il transféré en 1140[pas clair], lors de la ré-inhumation de son fils, du fond de l'église collégiale au tombeau du monastère de Lorch. Sous l'abbé Nikolas Schenk von Arberg, en 1475, toutes les tombes des Staufen de la nef, des marches du chœur ont été ouvertes afin de recueillir et rassembler leurs restes dans un Tumba, qui se trouve dans la nef de l'église abbatiale et où Frédéric de Bueren peut avoir trouvé son dernier repos.

## Union et postérité
Friedrich épouse vers 1042 Hildegarde von Schlettstadt (de Sélestat), fille du comte Otton II de Souabe (d'Egisheim-Dagsbourg) mort vers 1047. Elle est issue d'une famille illustre d'Alsace. Son oncle est l'évêque Bruno de Toul, le futur Pape Léon IX. Hildegarde, héritière de vastes domaines en Alsace, lui donne sept enfants:Ils sont mentionnés dans la charte de Hildegarde (1094) en faveur de l'abbaye de Conques :
- Manegold l'Ancien (né vers 1043 ; † pendant l'été 1094)[1], Palatin en Souabe vers 1070/75-1094, éventuellement identifié avec Manegold l'Ancien de Sigmaringen[7]. Ne figure pas dans la charte de 1094 :

∞ Adelheid de la famille des Adalbert ou Hupaldinger (ancêtre des comtes de Dillingen) ;
- Ludwig (né vers 1044 ; † au plus tard en 1103)[1], Palatin en Souabe en 1094–1103 et cofondateur de Ste. Fides à Schlettstadt (Sélestat) éventuellement identifiable avec Louis l'Ancien de Sigmaringen[7] ;

- Adelheid (née vers 1045 ; † vers l'été 1094)[1] :

∞ I. Palatin Otto (incertain) ou Otto, Edelfreier von den Fildern,
∞ II. Berengar l'Ancien de Stubersheim ;
- Otto (né vers1046/1047 ; † 3 août 1100)[1], évêque de Strasbourg (1083/1084–1100 ), cofondateur en 1094 de l'église Sainte-Foy de Sélestat ; important en ce qui concerne le rang souvent disputé de la famille des "Hohenstaufen" que cet évêché était des plus stricts sur les ascendances nobles de ses membres ;
- Frédéric (né vers 1047/1048 ; † vers le 21 juillet 1105)[1], duc de Souabe à partir de 1079 :

∞ 1086/1087 princesse impériale Agnès "de Waiblingen", fille de l'Empereur Henri IV du Saint-Empire de la dynastie salique, sœur de son fils l'empereur Henri V ; le lieu de Waiblingen fut pour toujours allié à la Dynastie des Saliens par l'historien fameux de la famille des (Hohen)staufen Otto von Freising, fils d'Agnès de son deuxième union avec le margrave d'Autriche Leopold III en 1106, et donc oncle de l'empereur Friedrich / Frédéric I Barberousse. Otto parlait de "Heinriche von Waiblingen" en écrivant sur la dynastie des Saliens ;
- Konrad/Kuno (né vers 1048/1049, † entre l'automne 1094, et le mois de juillet 1095)[1] ;
- Walther (né vers 1049/1050, † après 23 juillet 1095, ou avant 1103)[1].